# Nils Köpp
 (signalé en mai 2025).
Si vous disposez d'ouvrages ou d'articles de référence ou si vous connaissez des sites web de qualité traitant du thème abordé ici, merci de compléter l'article en donnant les références utiles à sa vérifiabilité et en les liant à la section « Notes et références ».
- Archive Wikiwix
- Bing
- Cairn
- DuckDuckGo
- E. Universalis
- Gallica
- Google
- G. Books
- G. News
- G. Scholar
- Persée
- Qwant
- (zh) Baidu
- (ru) Yandex
- (wd) trouver des œuvres sur Wikidata

Pour les articles homonymes, voir Kopp.
Nils Köpp, né en 1967 en Allemagne de l'Est, est un patineur artistique est-allemand, quadruple vice-champion d'Allemagne de l'Est dans les années 1980.

## Biographie

### Carrière sportive
Nils Köpp patine au club de Karl-Marx-Stadt (SC Karl-Marx-Stadt). Il est quadruple champion d'Allemagne de l'Est en 1983, 1985, 1986 et 1987, toujours derrière Falko Kirsten.
Il représente son pays à un mondial junior (1983 à Sarajevo où il conquiert une médaille de bronze) et deux championnats européens (1985 à Göteborg et 1986 à Copenhague). Il n'a jamais participé ni aux championnats du monde seniors ni aux Jeux olympiques d'hiver.
Il arrête les compétitions sportives après les championnats nationaux de 1987 à l'âge de 19 ans.

### Reconversion
Nils Köpp poursuit une carrière d'entraîneur de patinage artistique à Chemnitz ; il a eu entre autres comme élèves les patineuses Nicole Nönnig et Claudia Rauschenbach.

## Palmarès
| Compétition                       | 1983    | 1984    | 1985    | 1986    | 1987    |  |  |  |  |  |  |  |  |  |
| Jeux olympiques d'hiver           |         |         |         |         |         |  |  |  |  |  |  |  |  |  |
| Championnats du monde             |         |         |         |         |         |  |  |  |  |  |  |  |  |  |
| Championnats d’Europe             |         |         | 12e     | 13e     |         |  |  |  |  |  |  |  |  |  |
| Championnats d'Allemagne de l'Est | 2e      | 3e      | 2e      | 2e      | 2e      |  |  |  |  |  |  |  |  |  |
| Championnats du monde juniors     | 3e      |         |         |         |         |  |  |  |  |  |  |  |  |  |
|                                   |         |         |         |         |         |  |  |  |  |  |  |  |  |  |
| Autre compétition                 | 1982/83 | 1983/84 | 1984/85 | 1985/86 | 1986/87 |  |  |  |  |  |  |  |  |  |
| Moscou Skate                      |         |         |         |         | 5e      |  |  |  |  |  |  |  |  |  |
|                                   |         |         |         |         |         |  |  |  |  |  |  |  |  |  |